# مبدأ بيتر

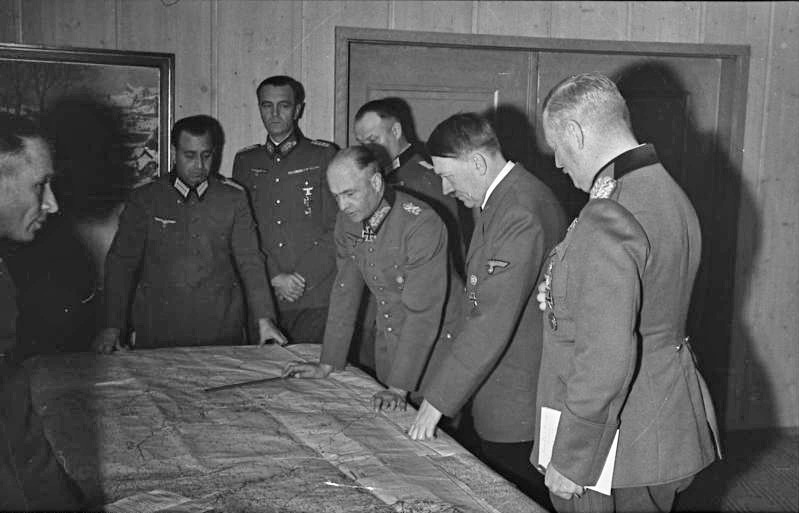

مبدأ بيتر هو المبدأ القائم على فكرة أن «كل موظف في الهرم الوظيفي تتم ترقيته حتى يصل إلى مستوى تنعدم فيه الكفاءة عنده.» ولقد كان لهذا المبدأ مصداقية حقيقية، في الوقت الذي كانت تتم فيه صياغته من قبل كل من د.«لورانس جاي. بيتر» و«ريموند هال» في كتابهما الذي صدر عام 1968 والمعروف باسم «مبدأ بيتر» والذي كان عبارة عن بحث قدم بطريقة هزلية ليعرض الأسس السليمة لوضع التسلسل الهرمي الوظيفي التي وضعها «بيتر» دون قصد منه. ويوضح هذا المبدأ أنه تتم ترقية الأفراد في الهرم الوظيفي طالما أنهم يعملون بكفاءة عالية، إلا أنه عاجلاً أم آجلاً ستتم ترقيتهم إلى مركز وظيفي لا يستطيعون فيه تحقيق الكفاءة نفسها (ويعرف ذلك «مستوى عدم كفاءة» الأفراد). وعلى هذا، فإنهم يستمرون في هذا المركز دون الحصول على أي نوع من الترقيات. والنتيجة التي توصل إليها بيتر توضح أنه «سيأتي الوقت الذي سيكون فيه كل منصب وظيفي مشغولاً بأحد الموظفين الذين لا تتوفر لديهم الكفاءة لتنفيذ الواجبات التي يقتضيها هذا المنصب». وأضاف بيتر على ذلك أن «العمل لا يتم إنجازه إلا من قبل هؤلاء الموظفين الذين لم يصلوا بعد إلى مستوى عدم الكفاءة».

## نظرة عامة
ومبدأ بيتر هو حالة خاصة من ظاهرة شاملة، أن أي شيء يصلح في العمل الآن سوف يستخدم تدريجيًا في تطبيقات أكثر صعوبة حتى يصل إلى مرحلة الفشل. وهذا هو بالضبط «ما يقصد من مبدأ بيتر المعمم». ولقد لوحظ ذلك من قبل د. «ويليام آر.كوركوران» أثناء عمله في برامج الأداء الإصلاحي في محطات الطاقة النووية. فلقد لاحظ أن هذا المبدأ ينطبق على الأجهزة والأدوات المعدنية، مثل المكانس الكهربية أدوات الشفط بالإضافة إلى الأجهزة الأخرى. فعادة ما يوجد ميل كبير لاستخدام أي شيء أثبت نجاحه من قبل، حتى وإن كان قد تخطى مجاله الفعال. وهذا هو بالضبط ما لا حظه د. «بيتر» على البشر.
وفي الهيكل التنظيمي، نجد أن التطبيق العملي لمبدأ بيتر يتيح الفرصة لتقييم مدى قابلية الموظف للترقية اعتمادًا على أدائه في وظيفته الحالية، بمعنى أن الأعضاء الموجودين في المؤسسة الهرمية يترقون في النهاية إلى أعلى مستويات كفائتهم، والتي عندما يصلون إليها ستكون أي ترقية أخرى ضارة بهم لأنها ستضعهم عند مستوى عدم الكفاءة. وهذا المستوى هو مستوى عدم كفاءة الموظف والذي عندما يصل إليه الموظف لن تكون لديه فرصة أخرى للترقية إلى مناصب أعلى، ومن ثم يكون بذلك قد وصل إلى السقف المهني في المؤسسة التي يعمل بها.
وليس من الضروري أن يتعرض الموظف للوصول إلى مستوى عدم الكفاءة نتيجة لأنه قد تقلد منصبًا أعلى ذا مهام أكثر صعوبة - ولكن الأمر يكمن ببساطة في أن هذا المنصب يختلف من الأساس عن عن المنصب الآخر الذي حقق فيه الموظف نجاحًا، الأمر الذي يتطلب مهارات عمل مختلفة، والتي عادة لا يمتلكها الموظف.
فعلى سبيل المثال، من الممكن أن يؤدي تفوق عامل المصنع في عمله إلى تأهيله لكي يكون مديرًا، ولكن في هذه المرحلة لن تكون مهاراته التي أهلته لهذه الترقية قابلةً للتطبيق في المنصب الجديد.
وأينما كانت الاستثناءات لذلك، فإن هذا السيناريو يعتبر أقرب إلى المبدأ الذي تعتمد عليه حاويات المخلفات والذي يتشابه إلى حد كبير مع المبدأ السابق ولكنه عادة ما يأخذ وصف «أن الجيف هي التي تطفو على السطح»، بمعنى آخر، أن الأشخاص غير الأكفاء هم الذين سيسيطرون على المناصب المهمة برغم أنهم يفتقرون إلى الخبرة فيها.

## الحلول
إحدى الطرق التي تلجأ إليها المؤسسات في محاولة منها لتجنب هذا التأثير تتمثل في الإحجام عن ترقية العامل حتى يظهر المهارات والأخلاق المهنية التي يحتاجها للنجاح في المنصب الأعلى الذي سيتقلده. ومن ثم، فإن العامل لا يترقى إلى منصب يدير فيه الآخرين إذا كان لم يظهر بعد مهارات وقدرات إدارية.
- النتيجة الأولى لذلك تتمثل في أن الموظفين الذين يخلصون بشدة في مناصبهم الوظيفية الحالية لا يجب أن يترقوا لمجرد ما يبذلونه من مجهود في هذه المناصب (كما في مبدأ دلبرت)، وإنما قد يحصلون بدلاً من الترقية على زيادة في مرتباتهم.
- النتيجة الثانية لذلك هي أن الموظفين من الممكن أن يحصلوا على الترقية، ولكن ليس قبل أن يتلقوا التدريب الكافي للمناصب الجديدة المرشحين لتقلدها. فمن خلال هذه الطريقة نستطيع أن نتخلص من عبء اكتشاف الأفراد الذين لا تتوفر لديهم المهارات الإدارية الجيدة قبل أن تتم ترقيتهم.

وقد أشار بيتر إلى أن النظام الطبقي (الطبقية الاجتماعية) سيكون أكثر فاعلية في حالة تجنب عدم الكفاءة في العمل. فالعاملون الذين لديهم مستوى أقل من الكفاءة لن تتم ترقيتهم في منصب أعلى من مستوى الكفاءة الذي يتمتعون به؛ وذلك لأن المناصب الأعلى يتم حفظها للأفراد الذين ينتمون إلى طبقة أعلى. إن إمكانية أن يبدأ العامل بالقرب من قمة الهرم سوف يعزز من فرصة الحصول على مجموعة من الموظفين العباقرة (الذين ينتمون إلى طبقة أعلى) في الهرم الوظيفي والذين كان من الممكن ألا يصلوا أبدًا إلى هذا المنصب إذا كانوا قد أجبروا على بدء الهرم الوظيفي من أسفل. لذا، نجد أن اتباع نظام التسلسل الهرمي يكون أكثر فاعلية من المجتمع القائم على المساواة بين الجميع في الفرص على الرغم من اختلاف مهاراتهم وقدراتهم.
وبالمثل، هناك بعض مؤسسات الحياة الواقعية تدرك أن الأشخاص الفنيين ربما يكونون ذوي مهارات قيمة للغاية إلا أنهم يفتقرون إلى مهارات الإدارة، ومن ثم توفر هذه المؤسسات طرق مهنية موازية تعطي الفرصة للشخص الفني الجيد أن يحصل على المرتب والمكانة المخصصة للإدارة في معظم المؤسسات.

## الهرم الوظيفي
بجانب مبدأ بيتر، قام أيضًا د.بيتر بصياغة نظام التسلسل الهرمي الوظيفي؛ وذلك لأن علم الاجتماع يهتم بالمبادئ الأساسية الخاصة بالأنظمة المرتبة وفقًا للنظام الهرمي في المجتمع البشري.

## التأثير الناتج على الثقافة الشعبية
على الرغم من الأسلوب الساخر الذي اتبعه بيتر في كتابه، نجد أن الكتاب يحتوي على العديد من الأمثلة الواقعية والتفسيرات المثيرة للتفكير بالنسبة للسلوك البشري. وهناك ملاحظات مماثلة على عدم الكفاءة يمكن أن نجدها في كرتون دلبرت (مثل مبدأ دلبرت) وفيلم office space «أوفيس سباس» والبرنامج التليفزيوني The Office «ذا أوفيس». وبشكل خاص، يبدو مبدأ دلبرت كامتداد لمبدأ بيتر. ووفقًا لمبدأ بيتر، فإن الشخص من الممكن أن يكون كفئًا في بعض المناصب في الماضي. ويحاول مبدأ دلبرت شرح كيف يستطيع الشخص الذي لم يكن أبدًا كفئًا في أي عمل تقلده من الممكن أن يظل يترقى في المناصب الإدارية المختلفة. وبطبيعة الحال، فإن كلاً من مبدأ دلبرت ومبدأ بيتر من الممكن أن يتم العمل بهما في المؤسسة نفسها والوقت نفسه.
وفي عام 1981 ابتكر أفالون هيل إحدى ألعاب الطاولة تتناول هذا الموضوع وتعرف باسم «لعبة مبدأ بيتر».
وفي أبريل عام 2009، أعلن أن الكتاب ستتم إعادة نشره احتفالاً بالذكرى السنوية الأربعين له.

## الروابط الإضافية
- Peter Parkinson's Principles مبادئ هجائية للترقية التي تتم بعد الوصول إلى مستوى عدم الكفاءة.
- The Nartreb Principle
- A Glossary of Incompetence مجلة «تايم ماجازين» يوم الجمعة الموافق 28 مارس 1969.